# Dothidea vacciniorum
Dothidea vacciniorum är en svampart som beskrevs av Lév. 1846. Dothidea vacciniorum ingår i släktet Dothidea och familjen Dothideaceae.   Inga underarter finns listade i Catalogue of Life.